# Kim Mai Guest
Kim Mai Angela Guest (nascida em 5 de agosto de 1969 em Los Angeles, Califórnia) é uma dubladora norte-americana de ascendência vietnamita e europeia. Ela fala francês e italiano fluentemente.

## Filmografia

### Papéis em animações
- .hack//SIGN — Subaru
- Avatar the Last Airbender — Song, Ying
- Code Geass — Nina Einstein, Sayoko Shinozaki
- Choose Your Own Adventure (Série para DVD titulada The Abominable Snowman) — Idosa
- Liga da Justiça — Katma Tui
- Liga da Justiça Sem Limites — Silver Banshee / Linda Park
- Chill Out, Scooby-Doo! — Minga Sherpa

### Papéis em jogos eletrônicos
- Warhawk (PlayStation) (cenas em FMV)(creditada como "Kim Mae Guest")
- Baten Kaitos Origins — Pieda
- Dark Cloud 2 — Lin
- Dead Rising — Isabella Keyes
- Dirge of Cerberus: Final Fantasy VII — Shalua Rui
- Eternal Darkness: Sanity's Requiem- Ellia the Dancer, Xel'lotath
- Grandia II — Tio
- Jade Empire — Dawn Star
- Lost Odyssey— Sarah Sisulart
- Marvel: Ultimate Alliance — Cristalys
- Série Metal Gear Solid — Mei-Ling
- Need for Speed: Carbon — Yumi
- No More Heroes — Holly Summers
- Power Rangers: Super Legends — Ranger Rosa de Mighty Morphin' & Trakeena
- Rise of the Kasai — Tati
- Super Smash Bros. Brawl — Mei Ling (cameo de voz)
- Syphon Filter: The Omega Strain, Syphon Filter: Dark Mirror, Syphon Filter: Logan's Shadow — Lian Xing
- Tales Of Symphonia — Martel
- Xenosaga Episode II: Jenseits von Gut und Böse, Xenosaga Episode III: Also sprach Zarathustra — Juli Mizrahi / Nephilim
- X-Men Legends II: Rise of Apocalypse — Lady Deathstrike & Shadowcat
- X-Men: The Official Game —  Shadowcat
- Ratchet and Clank; Locked and Loaded, Going Commando
- Tom Clancy's EndWar
- Dead Island - Xian